# Paul Terry (futbolista)
Paul Edward Terry (Barking, Inglaterra; 3 de abril de 1979) es un exfutbolista británico que jugó como mediocampista y actualmente es el asistente del entrenador de Leyton Orient Football Club. Hizo 206 apariciones en la English Football League para Yeovil Town y Leyton Orient entre 2003 y 2009.

## Carrera
Terry comenzó su carrera en 1999 en Dagenham & Redbridge, donde hizo 130 apariciones en todas las competiciones en cuatro años, ayudando al club a ganar el título de la División Premier de la Isthmian League en junio de 2000. Fue convocado para el Juego Nacional de Inglaterra semiprofesional en enero de 2003.
Terry fichó por el Yeovil Town de la tercera división en agosto de 2003. Hizo 155 partidos de liga y copa en cuatro años, ayudando al club a ganar el campeonato de esa división, rebautizado como Football League Two, en mayo de 2005. Firmó una nueva extensión de un año a su contrato en julio de 2006, pero sufrió una lesión en el ligamento cruzado de la rodilla que requirió cirugía a principios de diciembre de 2006 y lo descartó del resto de la temporada 2006-07.
En junio de 2007, después de que expirara su contrato con Yeovil, se unió al Leyton Orient de la League One con un contrato de un año. Terry jugó 49 partidos con el Orient en la temporada 2007-08 y firmó un nuevo contrato de un año en junio de 2008, y anotó su único gol en la liga con el Orient la temporada siguiente en la victoria por 2-0 ante el Walsall el 6 de septiembre de 2008. Hizo 81 apariciones en total con Orient antes de ser uno de los ocho jugadores despedidos por el técnico Geraint Williams al final de la temporada 2008-09.
Terry fichó por el club de la National League, el Grays Athletic, el 10 de agosto de 2009. Hizo tres apariciones con Grays antes de unirse al Rushden & Diamonds de la Conferencia el 31 de agosto hasta el final de la temporada 2009-10. Dejó Rushden & Diamonds al final de la temporada.
El 3 de agosto de 2010, se unió al Darlington F. C. después de una prueba exitosa. Luego se unió al Thurrock F.C. para el comienzo de la temporada 2011-12.
Después de retirarse del fútbol, Terry trabajó como agente durante seis años antes de unirse a Richie Wellens en Oldham Athletic como entrenador del primer equipo en noviembre de 2017. Después de irse en enero de 2018, Terry regresó a Yeovil en el verano de 2018 para asumir un papel en el cuerpo técnico del entrenador Darren Way. Terry se unió al West Bromwich Albion como gerente de préstamos del club en julio de 2019 para supervisar el desarrollo de los jugadores jóvenes y del primer equipo que dejan el club a préstamo. La Asociación Inglesa de Fútbol (FA) acusó a Terry en noviembre de 2020 de infringir la regla E8 relativa a las apuestas, en la que se alega que Terry realizó 209 apuestas entre el 1 de noviembre de 2017 y el 25 de octubre de 2019.

## Vida personal
Terry es el hermano mayor del exdefensa del Chelsea F.C. y de la selección inglesa John Terry . Tiene dos hijos con su exesposa Sarah Konchesky, hermana de Paul Konchesky, llamados Georgia Rose y Frankie Edward Terry. Se alega que tuvo un romance con la prometida de su compañero de equipo Dale Roberts durante su tiempo juntos en Rushden & Diamonds, lo que resultó en el suicidio de Roberts.

## Palmarés

### Títulos nacionales
| Título     | Club        | País       | Año     |
| ---------- | ----------- | ---------- | ------- |
| League Two | Yeovil Town | Inglaterra | 2004-05 |
| FA Trophy  | Darlington  | Inglaterra | 2010-11 |